# Sparquote
Die Sparquote (englisch savings ratio) ist in der Volkswirtschaftslehre eine volkswirtschaftliche Kennzahl, die den Anteil der Ersparnis am Einkommen wiedergibt. Komplementärbegriff ist die Konsumquote.

## Allgemeines
Die Sparquote ist neben der Arbeitslosenquote und der Inflationsrate eine der bekanntesten volkswirtschaftlichen Kennzahlen in der Öffentlichkeit. Sie zeigt den Anteil des verfügbaren Einkommens, der für Zwecke des Sparens verwendet wird. Am geläufigsten ist neben der gesamtwirtschaftlichen Sparquote die Sparquote der Privathaushalte. Als Einkommensgrößen verwendet die Volkswirtschaftslehre für die Sparquote das Volkseinkommen oder das Bruttoinlandsprodukt. Derjenige Teil des verfügbaren Einkommens, der nicht konsumiert wird, ist die Sparquote.

## Geschichte
Adam Smith postulierte in seinem Standardwerk Der Wohlstand der Nationen im März 1776, dass Ersparnisse aus Gewinnen sofort zu reinvestieren seien, so dass Sparen und Investitionen stets gleich seien. Er sah Sparen als einen Faktor der Wohlstandssteigerung. Das Saysche Gesetz nahm 1803 einen Ausgleich zwischen Kapitalangebot (Ersparnis) und Kapitalnachfrage (Investitionen) durch den Marktzins an und sah die Sparquote als wichtigste Ursache für die Investitionsneigung. James Maitland, 8. Earl of Lauderdale sprach 1804 vom Sparen als der „zu verbannenden Leidenschaft der Geldanhäufung“; er verurteilte das Sparen und pries den Luxus.
David Ricardo billigte 1817 den Arbeitern lediglich Subsistenzlöhne zu (das Arbeitsentgelt deckt lediglich Nahrung und Wohnung) und sprach ihnen die Fähigkeit zum Sparen ab. Für Thomas Robert Malthus stand 1820 fest, dass nur eine bestimmte Sparquote eine Wohlstandssteigerung gewährleiste; es könne jedoch auch zu viel gespart werden. Die von Karl Marx 1857 entwickelte Theorie der Kapitalakkumulation beruht unter anderem auf der Gleichsetzung von Geld und Kapital, was bei ihm zur Verwechslung von Horten und Sparen führte.
Alfred Marshall ging 1891 von einer Abhängigkeit des Sparens vom Sparzins aus. Für John Maynard Keynes stand im Februar 1936 fest, dass „jeder Versuch, durch Einschränkung mehr zu sparen, wird die Einkommen so beeinflussen, dass sich der Versuch von selbst vereitelt.“ Nicholas Kaldor unterschied 1955 eine Sparquote der Lohneinkommensbezieher von einer der Gewinneinkommensbezieher, wobei erstere geringer als letztere sei. Diese Annahme ist inzwischen empirisch gesichert. Damit ist die gesamtwirtschaftliche Sparquote umso niedriger, je niedriger die Gewinneinkommen im Volkseinkommen (Lohneinkommen plus Gewinneinkommen) sind.

## Berechnung
Die Aggregation des Sparens erfolgt durch Berücksichtigung von Guthaben auf Sparkonten, Termingeld- und Tagesgeldkonten sowie Sichteinlagen auf Girokonten und Bausparguthaben im Bankwesen sowie gezahlten Versicherungsprämien an Versicherer. Außerdem wird der Saldo aus Vermögensübertragungen und die Zunahme der Ansprüche von Arbeitnehmern im Rahmen der betrieblichen Altersversorgung hinzugerechnet, Kreditaufnahmen für Konsumkredite werden abgezogen.
Die europäische Statistikbehörde Eurostat rechnet die Beiträge zur gesetzlichen Rentenversicherung mit hinzu, während die Deutsche Bundesbank und das Statistische Bundesamt die Sozialabgaben nicht mit einbezieht, sondern lediglich die Zahlungen im Rahmen der betrieblichen Altersvorsorge berücksichtigt. Deshalb lag 2017 die deutsche Sparquote von Eurostat bei 17,1 %, die der deutschen Behörden bei lediglich 10,2 %. Es ist deshalb von Bedeutung, dass bei Statistiken über Sparquoten auch ihre Berechnungsgrundlage genannt wird. Ein Vergleich von Kennzahlen ist daher allgemein nur möglich, wenn die zugrunde liegenden ökonomischen Größen identisch sind.

## Arten
Zu unterscheiden ist zwischen der durchschnittlichen Sparquote der Privathaushalte, der gesamtwirtschaftlichen Sparquote aller Wirtschaftssubjekte und der marginalen Sparquote:
- Die durchschnittliche Sparquote {\displaystyle S_{q}} ergibt sich aus der Ersparnis {\displaystyle S} und dem Volkseinkommen {\displaystyle Y}:

{\displaystyle S_{q}={\frac {S}{Y}}}.
Die Sparquote steigt, wenn die Ersparnis bei konstantem Volkseinkommen zunimmt und umgekehrt. Die durchschnittliche Sparquote gibt Auskunft über die Investitionsfähigkeit {\displaystyle I} in einer Wirtschaft unter der Gleichgewichtsbedingung {\displaystyle I=S}.
- Die gesamtwirtschaftliche Sparquote {\displaystyle GS_{q}} ist ein Aggregat aus den Sparquoten der Arbeitnehmer ({\displaystyle W_{q}}), Unternehmer ({\displaystyle P_{q}}) und dem Staat.[14] Sie ist das Verhältnis aus gesamtwirtschaftlicher Ersparnis und dem Nettonationaleinkommen zu Marktpreisen ({\displaystyle Y}):

{\displaystyle GS_{q}={\frac {\mathrm {W_{q}} +\mathrm {P_{q}} }{Y}}}.
- Die marginale Sparquote {\displaystyle S_{m}} ist die erste Ableitung der Sparfunktion nach dem Volkseinkommen:

{\displaystyle S_{m}={\frac {\Delta S}{\Delta Y}}}.
Sie gibt an, um welchen Betrag die Ersparnis steigt, wenn das Volkseinkommen um eine Geldeinheit steigt.

## Wirtschaftliche Aspekte

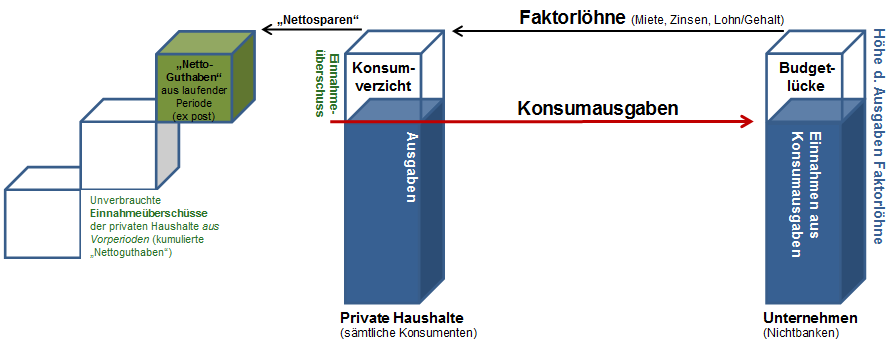
Sparquote/Finanzierungsbedarf

Die Sparquote hat in der ökonomischen Theorie eine große Bedeutung, da ein unmittelbarer Zusammenhang zwischen Spar- und Investitionsquote und Wirtschaftswachstum postuliert wird. Die Faktoreinkommen (Privathaushalte: Arbeitseinkommen; Unternehmen: Gewinne und Unternehmerlohn; beide: Miet- und Pachteinkommen und Kapitalerträge) werden entweder konsumiert oder gespart. Erhöhungen der Sparquote ermäßigen die Konsumquote und umgekehrt, denn es gilt:
{\displaystyle Y=C+S}.
Sparquote und Konsumquote ergänzen sich zu {\displaystyle 1}, wenn man von Hortung absieht. Wirtschaftspolitische Maßnahmen mit positiver Auswirkung auf die Sparquote können das Wachstum des Bruttosozialprodukts mindestens mittelfristig erhöhen.
Die Mehrheit der wissenschaftlichen Lehrmeinungen geht heute davon aus, dass das Kapitalangebot an Ersparnissen zumindest kurzfristig in einem Bereich von einem Marktzins zwischen 2 % und 6 % weitgehend zinsunelastisch ist. Da sich die Sparquote selbst von den seit 2013 bestehenden Negativzinsen nicht beeindrucken lässt, scheint die Zinselastizität insgesamt gering zu sein. Die Höhe der Ersparnis wird vor allem durch die Einkommenshöhe beeinflusst, während die Zinselastizität eher als gering einzustufen ist.
Eine Absicherung existenzieller Risiken (Gesundheit, Arbeitslosigkeit) über den Versicherungsmarkt führt zu einer Verminderung des Vorsichtssparens und somit zu einer geringeren Sparquote. Durch staatliche Sparförderung kann die Sparquote steigen. Die Sparquote erhöht sich auch, wenn das verfügbare Bruttoeinkommen stärker wächst als die Konsumausgaben.

## Sparparadoxon
Das Sparparadoxon ist der scheinbare Widerspruch, dass sich eine hohe Sparquote kurzfristig negativ auf das Volkseinkommen, auf lange Frist aber positiv auf das Wirtschaftswachstum auswirkt. Grund hierfür ist, dass Nachfragetheorie und Wachstumstheorie von unterschiedlichen Prämissen ausgehen.

## Sparquoten in Deutschland, Österreich und der Schweiz
Deutschland
Die folgende Grafik gibt die Entwicklung der Sparquote der privaten Haushalte in Deutschland seit 1991 wieder:
Österreich
Die folgende Grafik gibt die Entwicklung der Netto-Sparquote der privaten Haushalte und privaten Organisationen ohne Erwerbszweck in Österreich seit 1991 wieder:
Schweiz
Die Schweizer sind ein sehr sparsames Volk, wie das Niveau der Sparquote beweist:
Zugrunde liegt das um Zwangssparen bereinigte Bruttohaushaltseinkommen.

## International
Im Jahre 2019 gab es international folgende Sparquoten der Privathaushalte:
| Land                   | Sparquote 2019 in % |
| ---------------------- | ------------------- |
| Belgien                | 13,0                |
| Dänemark               | 9,7                 |
| Deutschland            | 18,4                |
| Frankreich             | 14,6                |
| Irland                 | 12,1                |
| Italien                | 10,1                |
| Luxemburg              | 21,4                |
| Niederlande            | 16,6                |
| Norwegen               | 12,6                |
| Österreich             | 13,7                |
| Portugal               | 7,0                 |
| Schweden               | 18,5                |
| Schweiz                | 20,8                |
| Vereinigte Staaten     | 8,1                 |
| Vereinigtes Königreich | 5,7                 |

Am meisten gespart wird in Luxemburg, gefolgt von der Schweiz. Am konsumfreudigsten sind dagegen die Bürger in Großbritannien, gefolgt von Portugal und den USA. Griechenland wies 2019 eine negative Sparquote von 3,5 % auf, Zeichen für den Prozess des „Entsparens“. Dies bedeutet, dass die Gesamtwirtschaft mehr ausgibt als sie produziert, wodurch das Volksvermögen schrumpft.